# トッフン寺
トッフン寺（モンゴル語: Төвхөн хийд）は、モンゴル国アルハンガイ県バトゥルジート村から東北へ約20km、トッフンシレット山の山頂にある寺院。1648年にジェプツンダンパ一世が11歳のときに行幸したといういわれのある寺である。
1651年に石造の堂宇が完成したが、1688年に内戦が始まり、寺も破壊されかけたが1733年に復活。トッフン寺という名前がつけられて、最盛期には14の僧坊があったといわれるが、社会主義時代に堂宇のほとんどは破壊された。しかし、1992年までに主要伽藍（がらん）は再建された。